# Martin O'Malley (journaliste)
Pour les articles homonymes, voir Martin O'Malley (homonymie).
Martin O'Malley, né le 22 février 1939 à  Winnipeg et mort le 22 février 2025, est un journaliste canadien. Il écrit  pour CBC News et le Globe and Mail.
On le connaît mieux pour avoir inventé l'épigramme sur homosexualité que Pierre Trudeau, plus tard, a rendu célèbre : « L'État n'a pas d'affaires dans les chambres à coucher de la nation ».